# Myglaren
Myglaren är en svensk samtidssatirisk TV-film från 1966 i regi av Jan Myrdal och Rune Hassner.

## Handling
Huvudpersonen är en myglare, som arbetar med fritidsfrågor i en stor organisation av något slag. Han tar sig fram med olika trick för att främja sin verksamhet och sig själv. Han arbetar smidigt och manipulerar sin omgivning och lyckas göra karriär och göra sig ett namn inom svensk trivselforskning. Till slut får han i uppdrag att starta en statlig myndighet för att främja trivsel. 
Filmen visar hans väg uppåt genom goda middagar, kontaktskapande, hantering av media och intrigerande i olika delar av samhället.

## Om filmen
Filmen var den första svenska långfilm som gjordes för TV. Den väckte stor uppmärksamhet år 1966 när den hade premiär som en modern vass samhällssatir. Den visades sex gånger i TV och nådde sannolikt en större publik än någon tidigare svensk film. Den lanserade begreppet "mygla" på riksnivå Genom det som i pressen kom att gå under "Affären Myglaren" blev den en av 1960-talets mest omdiskuterade filmer i form av en politiskt infekterad strid mellan Jan Myrdal och Filminstitutets chef Harry Schein huruvida en film gjord för TV skulle vara berättigad institutets kvalitetsbidrag eller inte. Upphovsmännen hade försökt komma runt regelverket genom att vid ett enda tillfälle visa filmen på en biograf.

## Rollista (i urval)
- Christer Strömholm – Myglaren
- Dag Lindberg – andremyglaren
- Olof Ek – Johansson
- Gun Kessle – Elsa, Myglarens hustru
- Pia Jonsson – Myglarens vänsterbrud
- Bo Holmqvist – reporter på TV
- Göran Holmberg – reporter på tidning
- Olle Nilsson – Myglarens chef

### Fotnoter
1. ↑  Sveriges Radio P1 Vetenskapsradion: Språket 2010-01-12
2. ↑  Kulturnytt P1: Myglaren (2014-03-29)
3. ↑  ”Bengt Forslund: Filmkapitalet”. Arkiverad från originalet den 11 juni 2011. https://web.archive.org/web/20110611172632/http://www.kb.se/dokument/audiovisuella%20medier/Scheinkapitel/13_CITIZEN_SCHEIN_2A_UTGAVAN_FORSLUND_A4_LOW.pdf. Läst 27 april 2019.